# Antoniów (województwo opolskie)
Antoniów (niem. Antonia) – wieś w Polsce, położona w województwie opolskim, w powiecie opolskim, w gminie Ozimek, między rzeką Małą Panwią i jej prawym dopływem, potokiem Tanecznikiem. W obrębie Antoniowa wyróżniona jest administracyjnie część miejscowości – Niwa Schodzieńska.

## Historia
Antoniów został założony w 1780 r. w pobliżu Jedlickiej Huty na bazie istniejących już wcześniej 3 kolonii: Lasy (1767), Niwki (1770) i Krzyżowa Dolina (1773), których mieszkańcy mieli za zadanie zapewnienie regularnych dostaw węgla drzewnego do Huty „Małapanew” w Ozimku. Antoniów powstał w związku z rozwojem Huty „Małapanew”. Budowę 20 dwurodzinnych domów rozpoczęto wiosną 1781 r., a zakończono w lipcu 1782 r. Pierwsi koloniści zostali sprowadzeni do miejscowości z głębi Niemiec, z prowincji Hesja-Nassau i zajmowali się wyrębem drzewa; w zamian za domostwa, ziemię i przywileje mieli obowiązek dostarczać do huty w Ozimku 200 sążni drewna rocznie. W 1784 r. Antoniów otrzymał prawa wsi. W 1793 r. w miejscowości wybudowano dodatkowe 4 dwurodzinne domy.
W 1858 r. mieszkańcy, którzy do tego czasu dzierżawili domy, stali się ich właścicielami.
Do głosowania podczas plebiscytu uprawnione były w Antoniowie 302 osoby, z czego 260, ok. 86,1%, stanowili mieszkańcy (w tym 258, ok. 85,4% całości, mieszkańcy urodzeni w miejscowości). Oddano 296 głosów (ok. 98,0% uprawnionych), w tym 294 (ok. 99,3%) ważnych; za Niemcami głosowało 189 osób (ok. 63,9%), a za Polską 105 osób (ok. 35,5%). W 1930 r. do Antoniowa dołączono Niwę Schodzieńską, a 1 kwietnia 1939 r. Antoniów został włączony do Ozimka. 1 czerwca 1948 r. nadano miejscowości, będącej wówczas związanej administracyjnie z Ozimkiem, polską nazwę Antoniów.

## Zabytki
Do wojewódzkiego rejestru zabytków wpisany jest:
- dom, ul. Młyńska 161, drewniany, z 1840 r., (przeniesiony do skansenu).

## Demografia
W 1780 r. w Antoniowie mieszkało 20 kolonistów. W 1793 r. w miejscowości mieszkało 55 rodzin, które posiadały łącznie 44 krowy, 2 woły i 23 stuki jałowizny. W 1902 r. w miejscowości prenumerowano 4 egzemplarze prasy polskiej.
| Rok                | 1787 | 1819 | 1830 | 1845 | 1885 | 1890 | 1900 | 1910 | 1925 | 1933 | 1946 | 1960 | 1965 | 1988 | 2002 | 2005 | 2009 |
| Liczba mieszkańców | 169  | 249  | 358  | 348  | 356  | 376  | 400  | 475  | 442  | 937  | 1109 | 1115 | 1445 | 1163 | 1253 | 1227 | 1203 |

(Źródła:.)

## Oświata
W Antoniowie znajduje się 6-klasowa Szkoła Podstawowa z oddziałem przedszkolnym, prowadzona przez samorząd gminny. Liczba uczniów w ostatnich latach przedstawiała się następująco: 2008 – 86 (w tym 11 w oddziale przedszkolnym), 2009 – 83 (w tym 12 w oddziale przedszkolnym), 2010 – 84 (w tym 10 w oddziale przedszkolnym). Liczba nauczycieli: 12.
W 1781 r. wybudowano w Antoniowie pierwszy budynek szkolny. W 1822 r. w Antoniowie wybudowano budynek szkoły, w której zatrudniony był 1 nauczyciel i 1 pomocnik; do szkoły uczęszczali także uczniowie z Jedlic i Schodni. Budynek składał się z 2 sal lekcyjnych i mieszkania dla nauczycieli. Kolejny budynek szkolny wybudowano w 1880 roku. W 1906 r. w miejscowości wybudowano nowy, murowany budynek szkoły.
W 1989 r. Państwowa Inspekcja Pracy nakazała rozbiórkę jednego ze starych budynków szkolnych. Uczniowie, którzy do niego uczęszczali, mieliby być dowożeni do szkół w innych miejscowościach, więc postanowiono wybudować nowy budynek szkolny – zawiązano Społeczny Komitet Budowy Szkoły, a w prace związane z budową zaangażowała się m.in. Huta Szkła „Jedlice”, będąca jej zakładem opiekuńczym. 24 października 1993 r. odbyło się poświęcenie i wmurowanie kamienia węgielnego. Budowę ukończono w 2001 r. a w proces ten zaangażowały się dodatkowo Mniejszość Niemiecka i Fundacji Rozwoju Śląska Opolskiego. 17 stycznia 2003 r. odbyło się otwarcie i poświęcenie szkoły oraz działającej przy niej świetlicy środowiskowej. Szkoła dysponuje m.in. salą gimnastyczną i pracownią komputerową, otrzymaną z EFS-u. W roku szkolnym 2011/2012 szkoła przystąpiła do realizacji projektu „Wiedzą Zdobędę Świat”, finansowanego ze środków Unii Europejskiej (Program Operacyjny Kapitał Ludzki); w ramach projektu zostały zakupione pomoce dydaktyczne. Od 27 stycznia 2011 r. działa przy szkole Stowarzyszenie Pomocy Szkole w Antoniowie, którego celem jest wspieranie działań zmierzających do wszechstronnego rozwoju wychowanków szkoły.

## OSP Antoniów
W 1928 r. w Antoniowie założono drużynę straży pożarnej. Od zakończenia II wojny światowej do 1948 r. za remizę strażacką służyła drewniana szopa, znajdująca się na prywatnej posesji, a następnie zaadaptowano pomieszczenia w jednym z opuszczonych budynków. W tym czasie uległo zmianie wyposażenie jednostki – pompę 2-stronną o zaprzęgu konnym zastąpiła motopompa, przewożona początkowo na wozie konnym, a następnie na przyczepie ciągnika, wypożyczanego z Kółka Rolniczego. Gdy budynek, w którym znajdowała się remiza, zyskał nowego właściciela, drużyna z Antoniowa odbudowała zniszczony podczas działań wojennych budynek, który stał się jej własnością. W nowym budynku znajdowały się boksy i sala taneczna. Remizę ukończono w 1966 r., a w nagrodę za to przedsięwzięcie drużyna otrzymała gramofon Bambino. W tym samym roku jednostka strażacka Huty „Małapanew” przekazała jednostce z Antoniowa wóz bojowy na podwoziu Stara 21. W związku z nawiązaniem przez gminę Ozimek współpracy z miastem Heinsberg w Niemczech, tamtejsza drużyna strażacka wizytowała w dniach 10–12 września 1993 r. w Antoniowie i przekazała przy tej okazji 2 wozy bojowe (rocznik 1961) na podwoziu Mercedesa 322 (drugi pojazd trafił do jednostki w Szczedrzyku). W 1996 r. wóz na podwoziu Stara 21 został przekazany jednostce w Chobiu. W 2002 r. jednostka upadła, a jej sprzęt miał zostać przekazany innej jednostce, jednakże nowy zarząd, powołany 17 lutego, postanowił podjąć zadanie odbudowy jednostki w Antoniowie. W 2005 r. w wyniku starań Zarządu jednostki otrzymała ona wóz bojowy (rocznik 1984) na podwoziu Stara 244.